# Paul Shane
Paul Shane, właśc. George Frederick Speight (ur. 19 czerwca 1940 w Thrybergh, zm. 16 maja 2013 w Rotherham) – brytyjski aktor telewizyjny, teatralny i kabaretowy, w Polsce najlepiej znany z roli kamerdynera Alfa Stokesa w serialu Pan wzywał, milordzie?

## Kariera
Karierę artystyczną zaczynał od amatorskich występów jako komik i wykonawca piosenek w pubach i klubach nocnych w South Yorkshire. W tym okresie jego głównym źródłem utrzymania była praca górnika. W wieku 27 lat poślizgnął się na mydle w kopalnianej łaźni, w wyniku czego doznał przemieszczenia dwóch kręgów i przeszedł na rentę. Wówczas postanowił uczynić występy estradowe swoją stałą i główną pracą. Początkowo pojawiał się głównie na scenie, w latach 70. przyszły też pierwsze małe rólki w telewizji, m.in. w słynnej operze mydlanej Coronation Street. Tam dostrzegł go Jimmy Perry i zaproponował mu rolę Teda Bovisa, animatora z ośrodka wypoczynkowego, w tworzonym właśnie serialu Hi-de-Hi! (jego współtwórcą był David Croft).
Jego postać stała się jedną z wizytówek emitowanego przez 8 lat (1980–1988) serialu, zaś Shane zyskał sporą popularność. Gdy Perry i Croft przystępowali do kolejnego wspólnego projektu – Pan wzywał, milordzie? – obsadzili go w pierwszoplanowej roli Alfa Stokesa. Shane zagrał we wszystkich 26 odcinkach, wyemitowanych w latach 1990–1993. W 1991 otrzymał także szansę zaistnienia we własnym serialu Very Big, Very Soon, który jednak nie przypadł do gustu publiczności i został szybko zamknięty. W latach 1996–1997 po raz trzeci grał u Davida Crofta, tym razem jako Jack Skinner, bagażowy na tytułowej stacji kolejowej w serialu Stacyjka Hatley.
W późniejszych latach poświęcił się w przeważającej mierze pracy w teatrze i na estradzie. W telewizji można go było oglądać w dwóch popularnych serialach obyczajowych: dramacie medycznym Holby City oraz operze mydlanej Emmerdale. Zmarł 16 maja 2013 po dłuższym okresie choroby. Ostatnie miesiące życia spędził w hospicjum w Rotherham. Miał 72 lata.